# Los Productores (Perú)
Los Productores es una compañía de teatro peruana fundada en 2012. Es operada por la Asociación Cultural Drama, dueña del recinto Teatro La Plaza.

## Historia
Dentro del teatro en el país, es una de las principales compañías comerciales emergentes, que alcanzó los tres millones de espectadores en sus primeros diez años. Aunque la mayoría de eventos se realizan en Lima, que incluye además de La Plaza al Teatro Plaza Norte, algunos de ellos se extiendieron a Arequipa, Cusco y Trujillo.
Entre sus espectáculos de mayor taquilla están: Toc Toc, dirigida por Juan Carlos Fisher y estrenada en el Auditorio de la Biblioteca Mario Vargas Llosa el 2012, que obtiene 150 mil espectadores en sus primeras cuatro temporadas. Mientras que Cuerda, presentada entre 2013 y 2015 con Wendy Ramos, tiene una recepción de 30 mil personas en ese tiempo. Además, Mamma Mia!, estrenada para el país en 2016, consigue 100 mil espectadores en dos años.
Para 2022, ya con Christian Ysla de director, contó con un catálogo de 84 montajes desde su fundación. Algunas de ellas son adaptaciones de obras originales de Europa y Estados Unidos, mientras que otras proceden de creaciones nacionales como la obra Perú ja ja de Rocío Tovar. En 2015, se libera su primera creación propia, ¿Qué me pongo?. En 2020, se dedicó a liberar creaciones por la plataforma Zoom, siendo su otra producción original Las chicas del 4to C que fue emitido en el canal de pago Movistar Plus.

## Artistas
Fuente:
Artistas que participan en varias de las obras teatrales de Los Productores:
- Sergio Galliani[17]
- Rossana Fernández-Maldonado
- Merly Morello
- Brando Gallesi
- Thiago Vernal
- Maríagracia Mora
- Jesús Neyra
- Bettina Oneto
- Julián Zucchi
- Patricia Portocarrero
- Rómulo Assereto
- Franco Cabrera
- Nicolás Fantinato
- Wendy Ramos[18]
- Yvonne Frayssinet[19]
- Monserrat Brugué
- Vanessa Saba
- Ebelin Ortiz
- Mayra Couto
- Norka Ramírez[20]
- Yaco Eskenazi
- Paul Vega
- Renzo Schuller
- Emilram Cossío
- Gisela Ponce de León[21]
- Luis Baca
- Patricia Barreto[22]
- Yiddá Eslava
- Gina Yangali
- Luciana Arispe
- Alicia Mercado
- María Grazia Gamarra[23]
- César Ritter[24][23]
- Jimena Lindo
- Úrsula Boza
- Gachi Rivero
- Pablo Saldarriaga
- Natalia Salas[25]
- Anahí de Cárdenas[26][20]
- Macla Yamada
- Karina Jordán
- Melissa Paredes[27]
- Emanuel Soriano
- Milett Figueroa[28]
- Gustavo Bueno
- Pedro Suárez-Vértiz[29]
- Jano Baca
- Alejandro Villagomez

## Obras
- Hairspray (2012)[3]
- Toc Toc (2012-2022)[30]
- Cuerda (2013-2015)[9]
- El apagón (2013)[31][32]
- El método Grönholm (2013)[33]
- Los Mataviejas (2014)[34]
- Full Monty (2015)[20]
- El crédito (2015)[35]
- En el barrio (2015)[36][37][38]
- Bota por mí (2015)[39]
- Pinocho (2015)[24]
- Mamma Mia! (2016-2017)[40][41]
- ¿Qué me pongo? (2015-2016, 2022)[13][42][43]
- Las Lolas (2017)[44]
- Hasta las patas (2017)[41]
- Conejo blanco, conejo rojo (2017)[41]
- Las chicas del 4to C (2018-2022)[45]
- Dos más dos (2018)[46]
- Billy Elliot (2018)[47]
- Perfectos desconocidos (2019)[48]
- Cuéntame (2019), con la participación especial de Pedro Suarez-Vértiz[49][29]
- Pantaleón y las visitadoras (2019)[50]
- Amigas del cole (2020)[14]
- Morir cantando (2020)[51]
- Amor, tenemos que hablar (2022)[52]
- Charada (2023)[53]
- Escape room (2023)
- La Tribu (2024)
- Escape room (2024 - Segunda temporada)
- Morir de amor (2024)